# Lastreopsis tinarooensis
Lastreopsis tinarooensis är en träjonväxtart som beskrevs av Tindale. Lastreopsis tinarooensis ingår i släktet Lastreopsis och familjen Dryopteridaceae. Inga underarter finns listade.